# 539. п. н. е.

## Дани сећања
- 12. октобар — Кир Велики заузео је Вавилон и покорио Вавилонију.